# Microrregión de Registro
La microrregión de Registro es una de las microrregiones del estado brasileño de São Paulo perteneciente a la mesorregión Litoral Sur Paulista. Su población fue estimada en 2006 por el IBGE en 269.549 habitantes y está dividida en doce municipios. Posee un área total de 11.188,601 km².

## Municipios
- Barra do Turvo
- Cajati
- Cananeia
- Eldorado
- Iguape
- Ilha Comprida
- Jacupiranga
- Juquiá
- Miracatu
- Pariquera-Açu
- Registro
- Sete Barras